# برج دیده‌بانی دوک ۲
برج دیده بانی دوک ۲ مربوط به سده‌های متاخر دوران‌های تاریخی پس از اسلام است و در شهرستان گچساران، بخش مرکزی، ارتفاعات جنوبی سد کوثر، ۵ک متری روستای پادوک واقع شده و این اثر در تاریخ ۱۸ شهریور ۱۳۸۷ با شمارهٔ ثبت ۲۳۲۳۳ به‌عنوان یکی از آثار ملی ایران به ثبت رسیده است.